# 제13회 미국 배우 조합상
제13회 미국 배우 조합상은 2006년 뛰어난 활동을 보인 영화 배우를 기리기 위해 2007년 1월에 열린 시상식이다. LA, Shrine Exposition Center에서 개최되었다.

## 수상 및 후보

### 영화부문 앙상블상
- 미스 리틀 선샤인 - 알란 아킨 수상
- 바벨 - 아드리안나 바라자 외 5명
- 바비 - 해리 베라폰테 외 23명
- 디파티드 - 안소니 앤더슨 외 8명
- 드림걸즈 - 힌턴 배틀 외 8명

### 영화부문 여우주연상
- 더 퀸 - 헬렌 미렌 수상
- 귀향 - 페넬로페 크루즈
- 노트 온 스캔들 - 주디 덴치
- 악마는 프라다를 입는다 - 메릴 스트립
- 리틀 칠드런 - 케이트 윈슬렛

### 영화부문 남우주연상
- 라스트 킹 오브 스코틀랜드 - 포레스트 휘태커 수상
- 블러드 다이아몬드 - 레오나르도 디카프리오
- 하프 넬슨 - 라이언 고슬링
- 비너스 - 피터 오툴
- 행복을 찾아서 - 윌 스미스

### 영화부문 여우조연상
- 드림걸즈 - 제니퍼 허드슨 수상
- 바벨 - 아드리안나 바라자
- 노트 온 스캔들 - 케이트 블란쳇
- 미스 리틀 선샤인 - 아비게일 브레스린
- 바벨 - 키쿠치 린코

### 영화부문 남우조연상
- 드림걸즈 - 에디 머피 수상
- 미스 리틀 선샤인 - 알란 아킨
- 디파티드 - 레오나르도 디카프리오
- 리틀 칠드런 - Jackie Earle Haley
- 블러드 다이아몬드 - 자이몬 훈수

### TV드라마부문 앙상블연기상
- 그레이 아나토미 - 저스틴 챔버스 수상
- 24 - 제인 앳킨슨 외 10명
- 보스톤 리걸 - 린 어벌조노이스 외 6명
- 데드우드 - 짐 비버
- 소프라노스 - 샤론 안젤라 외 15명

### TV드라마부문연기상(여자)
- 그레이 아나토미 - 챈드라 윌슨 수상
- 미디엄 - 패트리시아 아케트
- 소프라노스 - 에디 팔코
- 법과 질서 - 성범죄 수사대 - 마리스카 하지테이
- 클로저 - 카이라 세드윅

### TV드라마부문연기상(남자)
- 하우스 M.D. - 휴 로리 수상
- 소프라노스 - 제임스 갠돌피니
- 덱스터 - 마이클 C. 홀
- 보스톤 리걸 - 제임스 스페이더
- 24 - 키퍼 서덜랜드

### 코미디부문 앙상블연기상
- 오피스 - 레슬리 데이빗 베이커 외 14명 수상
- 위기의 주부들 - 안드리아 보웬 외 24명
- 안투라지 - 케빈 코넬리 외 7명
- 어글리 베티 - 앨런 데일
- 잡초 - 마틴 도노반 외 13명

### 코미디부문연기상(여자)
- 어글리 베티 - 아메리카 페레라 수상
- 위기의 주부들 - 펠리시티 허프만
- 뉴 어드벤처 오브 올드 크리스틴 - 줄리아 루이스 드레이퍼스
- 윌 & 그레이스 - 메간 멀러리
- 잡초 - 메리-루이스 파커
- 내 이름은 얼 - 제이미 프레슬리

### 코미디부문연기상(남자)
- 30 락 - 알렉 볼드윈 수상
- 오피스 - 스티브 카렐
- 내 이름은 얼 - 제이슨 리
- 안투라지 - 제레미 피번
- 탐정 몽크 - 토니 샬호브

### TV영화/미니시리즈부문 연기상(여자)
- 엘리자베스 1세 - 헬렌 미렌 수상
- 해리스 부인 - 아네트 베닝
- 히든 플레이스 - 셜리 존스
- 해리스 부인 - 클로리스 리치먼
- 브로큰 트레일 - 그레타 스카치

### TV영화/미니시리즈부문 연기상(남자)
- 엘리자베스 1세 - 제레미 아이언스 수상
- 브로큰 트레일 - 토마스 헤이든 처치
- 브로큰 트레일 - 로버트 듀발
- NIGHTMARES & DREAMSCAPES - 윌리암 H. 머시
- 론 클락 스토리 - 매튜 페리

### 공로상
- 줄리 앤드류스 수상